# Склонение в немецком языке
В немецком языке все имена существительные, прилагательные, местоимения и артикли склоняются по падежам. Всего таких падежа четыре: именительный (нем. Nominativ; Wer-Fall, erster Fall), родительный (нем. Genitiv; Wes[sen]-Fall, zweiter Fall), дательный (нем. Dativ; Wem-Fall, dritter Fall) и винительный (нем. Akkusativ; Wen-Fall, vierter Fall). Как и в других синтетических языках, падеж определён окончаниями и предлогами. Выбор падежной формы говорящим зависит от роли конкретного слова в словосочетании и предложении.

## Теория категории падежа

### Падежная система
Подлежащее в немецком предложении всегда стоит в именительном падеже: Der Hund wohnt hier. — Собака живёт здесь. Слово в именительном падеже отвечает на вопросы «кто?» или «что?» (нем. wer?, was?). Родительный падеж обычно показывает принадлежность чего-либо (кого-либо) к чему-либо (кому-либо): Das ist das Haus des Hundes. — Это дом собаки. Родительный падеж достаточно редко употребляется в немецком языке. Слова отвечают на вопрос «чей?» (нем. wessen?).
Косвенное дополнение ставится в дательном падеже: Ich gebe dem Hund Fleisch. — Я даю собаке мясо. Существительные, имеющие в русском языке творительный падеж, в немецком обычно ставятся в дательном: Ich spiele mit dem Hund — Я играю с собакой. Существительные и местоимения в дательном падеже отвечают на вопрос «кому?» (нем. wem?); их сочетания с предлогами двойного управления — на вопрос «где?» (нем. wo?) (при обозначении местоположения) или «когда?» (нем. wann?) (во временном значении). Прямое дополнение всегда стоит в винительном падеже: Ich mag den Hund. — Я люблю собаку. Существительные и местоимения в винительном падеже отвечают на вопросы «кого?» (нем. wen?), «что?» (нем. was?); их сочетания с предлогами двойного управления — на вопрос «куда?» (нем. wohin?; при обозначении перемещения в пространстве).
Употребление того или иного падежа часто требуется управлением глаголов или использованием предлогов.

### Предлог и падеж
В немецком языке не существует предложного падежа. Существительное может иметь предлоги во всех падежах, кроме именительного. Некоторые предлоги требуют постановки существительного в определённый падеж, другие же могут использовать разные падежи в зависимости от задаваемого вопроса.
| только Genitiv    | (an-)statt, längs, trotz, unweit, während, wegen, innerhalb, außerhalb |
| только Dativ      | aus, außer, bei, entgegen, gegenüber, mit, nach, seit, von, zu, gemäß  |
| только Akkusativ  | durch, entlang, gegen, für, ohne, um, wider, bis                       |
| Dativ и Akkusativ | an, auf, hinter, in, neben, über, unter, vor, zwischen                 |

Примеры употребления предлогов, всегда требующих Dativ (дательный падеж):
- Die Kinder wurden vom (von dem) Vater erzogen — Дети воспитывались отцом
- Ich gehe mit dem Freund — Я иду с другом
- Ich bin aus dieser Stadt — Я из этого города
- Sie kommen wieder zum (zu dem) Arzt — Они снова идут к врачу
- Ich lebe noch bei den Eltern — Я всё ещё живу у родителей
- Seit diesem Jahr — (Начиная) с этого года

Примеры употребления предлогов, всегда требующих Akkusativ (винительный падеж):
- Das bedeutet nichts für mich — Это ничего не значит для меня
- Ich kann ohne dich nicht leben — Я не могу жить без тебя
- Ich mache mir Sorgen um dich — Я беспокоюсь о тебе (переживаю за тебя)
- Was hast du gegen den Lehrer? — Что ты имеешь против учителя?
- Ich gehe durch den Park — Я иду через парк

Примеры употребления предлогов, всегда требующих Genitiv (родительный падеж):
- Wegen einer Gleisstörung wird der Zug später ankommen — Из-за повреждения путей поезд прибудет с задержкой
- Während des Tests sind die Taschenrechner verboten — Во время теста калькуляторы запрещены!

В разговорном языке родительный падеж однако нередко заменяется на дательный: часто можно услышать, например, wegen dem Regen вместо литературной нормы wegen des Regens. Различия наблюдаются и в диалектах. Так, в Австрии с предлогом trotz используется Dativ, тогда как в Германии — Akkusativ (здесь употребление этого предлога с дательным падежом считается устаревшим).
Примеры предлогов двойного управления, в которых падеж зависит от поставленного вопроса:
- Ich lege das Buch (wohin?) auf den Tisch (Akkusativ) — Я кладу книгу (куда?) на стол
- Das Buch liegt (wo?) auf dem Tisch (Dativ) — Книга лежит (где?) на столе
- Kai steckt das Geld (wohin?) in die Tasche (Akkusativ) — Кай прячет деньги (куда?) в карман
- Das Geld ist jetzt (wo?) in der Tasche (Dativ) — Деньги сейчас (где?) в кармане
- Der Cursor springt (wohin?) an den Anfang des Feldes (Akkusativ) — Курсор передвигается (куда?) на начало поля
- Davon wusste ich (wann?) am (an dem) Anfang nichts (Dativ) — Об этом я (когда?) сначала ничего не знал.

### Управление глаголов
Так же, как и в русском языке, в немецком при глаголах существительные должны стоять в определённых падежах, то есть управляться ими: чаще всего имеется возможность использовать винительный падеж — в этом случае говорят, что глагол переходный. Реже используется дательный падеж, совсем редко — родительный. При этом следует учитывать, что очень часто управление в русском и немецком языках не совпадает и лишь в отдельных случаях поддаётся логическому осмыслению, что несомненно должно учитываться при изучении немецкого языка как иностранного.
Непереходные глаголы также могут управляться с предлогами и требовать определённого падежа, при этом с одним и тем же глаголом могут употребляться разные предлоги в зависимости от смысла.
| Прямое управление                                             | Прямое управление                                                |
| ------------------------------------------------------------- | ---------------------------------------------------------------- |
| Da lernen Sie viele Menschen kennen (Akkusativ)               | Там Вы познакомитесь со многими людьми (с + тв. падеж)           |
| Wir spielen gerne Fußball (Akkusativ)                         | Мы любим поиграть в футбол (в + вин. падеж)                      |
| Heute begegnete ich diesem Mann wieder (Dativ)                | Сегодня я вновь встретил этого человека (вин. падеж)             |
| Ich danke dir für deine Hilfe (Dativ)                         | Я благодарю тебя за помощь (вин. падеж)                          |
| Wir gedenken der Opfer an diesem Tag (Genitiv)                | Мы чтим память жертв в этот день (род. падеж)                    |
| Sie versicherten sich ihrer gegenseitigen Zuneigung (Genitiv) | Они заверили друг друга в своей привязанности (в + предл. падеж) |
| Управление с предлогом                                        |                                                                  |
| Ich denke ganz anders über ihn (über + Akkusativ)             | Я думаю совсем иначе о нём (о + предл. падеж)                    |
| Denke nicht so schlecht von ihm! (von + Dativ)                | Не думай так плохо о нём! (о + предл. падеж)                     |
| Ich muss letzte Zeit oft an ihn denken (an + Akkusativ)       | Я в последнее время много думаю о нём! (о + предл. падеж)        |

Существует лишь несколько глаголов, которые при управлении требуют Genitiv. Однако и здесь во многих случаях альтернативно могут использоваться предлоги с Dativ или Akkusativ, при этом первоначальные формы с Genitiv приобретают формы архаизмов. Например, вместо фразы «Ich erinnere mich des Tages noch sehr genau» сегодня чаще можно увидеть «Ich erinnere mich an diesen Tag noch sehr genau».

### Склонение артиклей
В тексте определить падеж (а также и род) существительного можно по артиклю.
| Падеж                    | М. р. | Ж. р. | Ср. р. | Мн. ч. |
| ------------------------ | ----- | ----- | ------ | ------ |
| Nominativ / Именительный | der   | die   | das    | die    |
| Genitiv / Родительный    | des   | der   | des    | der    |
| Dativ / Дательный        | dem   | der   | dem    | den    |
| Akkusativ / Винительный  | den   | die   | das    | die    |

| Падеж                    | М. р. | Ж. р. | Ср. р. |
| ------------------------ | ----- | ----- | ------ |
| Nominativ / Именительный | ein   | eine  | ein    |
| Genitiv / Родительный    | eines | einer | eines  |
| Dativ / Дательный        | einem | einer | einem  |
| Akkusativ / Винительный  | einen | eine  | ein    |

В некоторых случаях происходит сращение предлогов с артиклями.
| Предлог                    | муж. род           | муж. род           | жен. род           | ср. род            | ср. род            |
| Предлог                    | Akk.               | Dativ              | Dativ              | Akk.               | Dativ              |
| Литературная норма         | Литературная норма | Литературная норма | Литературная норма | Литературная норма | Литературная норма |
| -------------------------- | ------------------ | ------------------ | ------------------ | ------------------ | ------------------ |
| an                         |                    | am                 |                    | ans                | am                 |
| bei                        |                    | beim               |                    |                    | beim               |
| in                         |                    | im                 |                    | ins                |                    |
| von                        |                    | vom                |                    |                    | vom                |
| zu                         |                    | zum                | zur                |                    | zum                |
| Только в разговорном языке |                    |                    |                    |                    |                    |
| auf                        |                    |                    |                    | aufs               |                    |
| durch                      |                    |                    |                    | durchs             |                    |
| für                        |                    |                    |                    | fürs               |                    |
| hinter                     | hintern            | hinterm            |                    | hinters            | hinterm            |
| über                       | übern              | überm              |                    | übers              | überm              |
| um                         |                    |                    |                    | ums                |                    |
| unter                      | untern             | unterm             |                    | unters             | unterm             |
| vor                        |                    | vorm               |                    | vors               | vorm               |

## Имя существительное
В немецком выделяют сильный, слабый, женский и смешанный типы склонения существительных. Множественное число также имеет особый тип склонения.

### Сильный тип склонения
К сильному типу относятся почти все существительные среднего рода (кроме das Herz) и большинство существительных мужского. Кроме изменения артиклей данные существительные иногда могут приобретать окончания при склонении.
В родительном падеже большинство существительных сильного типа приобретает окончание -s. Большинство односложных существительных сильного склонения (есть и исключения, например der Chef) дополнительно могут использовать равнозначные формы с окончанием -es. Однако как односложные, так и многосложные существительные сильного типа, оканчивающиеся в именительном падеже на -s, -ss, -ß, -tz, -is, -x или -z в родительном падеже используются с окончанием -es. Кроме того, у существительных, оканчивающихся на -is в родительном падеже происходит удвоение согласной s.
У существительных, склоняемых по сильному типу, имеющих или допускающих в генитиве окончание -es, иногда (обычно, в устойчивых выражениях или в канцелярском языке) в дативе может использоваться окончание -e (например, zu Hause, im Jahre, im Sinne).
Заимствованные (из латыни) слова, оканчивающиеся на -us, -ismus, -os не изменяются.

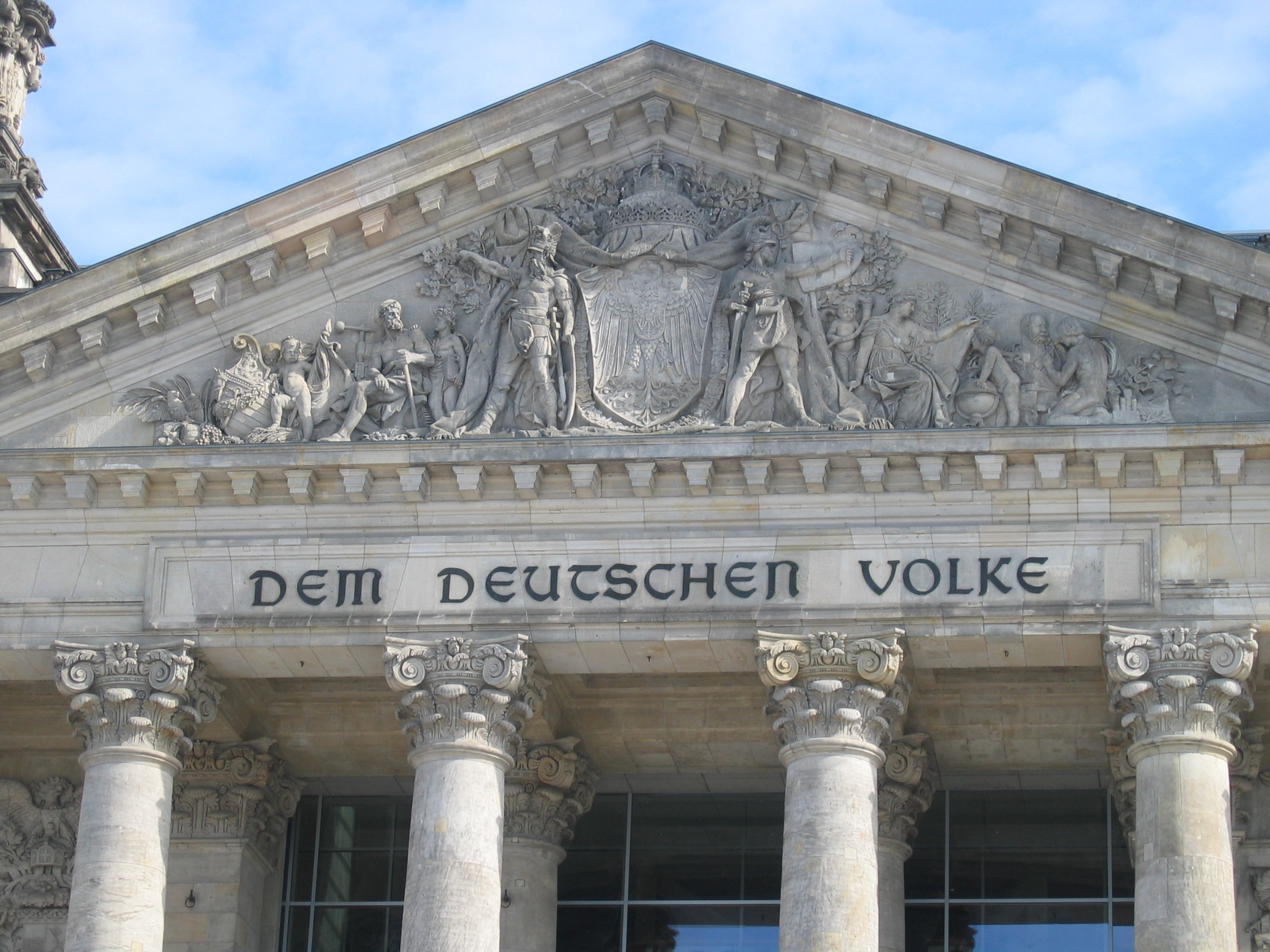
Надпись на здании Рейхстага «Dem deutschen Volke» — существительное das Volk стоит в дательном падеже, приобретая окончание -e.

| Nominativ       | Genitiv              | Dativ                | Akkusativ       | Множ. число | Комментарий                            |
| --------------- | -------------------- | -------------------- | --------------- | ----------- | -------------------------------------- |
| der Bruder      | des Bruders          | dem Bruder           | den Bruder      |             | многосложное слово                     |
| der Tee         | des Tees             | dem Tee              | den Tee         |             | многосложное слово                     |
| das Niveau      | des Niveaus          | dem Niveau           | das Niveau      |             | многосложное слово                     |
| das Jahr        | des Jahres des Jahrs | dem Jahr e           | das Jahr        |             | односложное слово                      |
| das Volk        | des Volkes des Volks | dem Volk e           | das Volk        |             | односложное слово                      |
| der Fall        | des Falles des Falls | dem Fall e           | den Fall        |             | односложное слово                      |
| das Haus        | des Hauses           | dem Haus e           | das Haus        |             | односложное слово, оканчивается на -s  |
| der Platz       | des Platzes          | dem Platz dem Platze | den Platz       |             | односложное слово, оканчивается на -tz |
| der Chef        | des Chefs            | dem Chef             | den Chef        |             | односложное слово-исключение           |
| der Reflex      | des Reflexes         | dem Reflex           | den Reflex      |             | оканчивается на -x                     |
| das Zeugnis     | des Zeugnisses       | dem Zeugnis          | das Zeugnis     |             | оканчивается на -is                    |
| der Kommunismus | des Kommunismus      | dem Kommunismus      | den Kommunismus |             | оканчивается на -ismus                 |

### Слабый тип склонения
К слабому типу относятся некоторые одушевлённые существительные мужского рода. Отличается окончанием -n или -en во всех косвенных падежах. В некоторых случаях допустимы оба варианта.
| Nominativ | Genitiv              | Dativ                | Akkusativ            |
| --------- | -------------------- | -------------------- | -------------------- |
| der Herr  | des Herrn des Herren | dem Herrn dem Herren | den Herrn den Herren |
| der Bär   | des Bären            | dem Bären            | den Bären            |
| der Junge | des Jungen           | dem Jungen           | den Jungen           |

### Женское склонение
К женскому типу относятся все слова женского рода (грамматически самый простой тип, так как изменяется только артикль).
| Nominativ    | Genitiv      | Dativ        | Akkusativ    |
| ------------ | ------------ | ------------ | ------------ |
| die Lehrerin | der Lehrerin | der Lehrerin | die Lehrerin |
| die Pizza    | der Pizza    | der Pizza    | die Pizza    |
| die Mutter   | der Mutter   | der Mutter   | die Mutter   |

### Смешанное склонение
К смешанному склонению относятся несколько слов мужского рода der Name (имя), der Friede(n) (мир, покой), der Buchstabe (буква), der Gedanke (мысль), der Glaube (вера), der Wille (воля), der Same(n) (семя), der Schade(n) (вред), der Haufe(n) (куча), der Funke(n) (искра), а также одно слово среднего рода das Herz (сердце), которые имеют особый тип склонения, имеющий признаки как сильного, так и слабого склонений.
| Nominativ | Genitiv     | Dativ      | Akkusativ |
| --------- | ----------- | ---------- | --------- |
| der Name  | des Namens  | dem Namen  | den Namen |
| das Herz  | des Herzens | dem Herzen | das Herz  |

## Склонение существительных во множественном числе
Во множественном числе существительные почти не меняются, однако, в дательном падеже они приобретают окончание -n, за исключением случаев, когда форма в именительном падеже оканчивается на -s или на -n.
| Nominativ   | Genitiv     | Dativ       | Akkusativ   |
| ----------- | ----------- | ----------- | ----------- |
| die Bücher  | der Bücher  | den Büchern | die Bücher  |
| die Plätze  | der Plätze  | den Plätzen | die Plätze  |
| die Eltern  | der Eltern  | den Eltern  | die Eltern  |
| die Straßen | der Straßen | den Straßen | die Straßen |
| die Chefs   | der Chefs   | den Chefs   | die Chefs   |

## Местоимение
Притяжательные местоимения в единственном числе склоняются как соответствующий неопределённый артикль, а во множественном — как определённый.
| Падеж                    | Мужской род ед. ч. | Средний род ед. ч. | Женский род ед. ч. | Множественное число |
| ------------------------ | ------------------ | ------------------ | ------------------ | ------------------- |
| Nominativ / Именительный | mein Vater         | mein Buch          | meine Mutter       | meine Bücher        |
| Genetiv / Родительный    | meines Vaters      | meines Buches      | meiner Mutter      | meiner Bücher       |
| Dativ / Дательный        | meinem Vater       | meinem Buch        | meiner Mutter      | meinen Büchern      |
| Akkusativ / Винительный  | meinen Vater       | mein Buch          | meine Mutter       | meine Bücher        |

Немецкие личные местоимения изменяются по всем четырём падежам, хотя родительный падеж личных местоимений практически не употребляется. Личные местоимения в родительном падеже, выражающие принадлежность, как и в русском языке, обычно заменяются притяжательными местоимениями. Например, используется «Das ist mein Buch», а не «Das ist Buch meiner».
| Падеж                    | Единственное число | Единственное число | Единственное число | Единственное число | Единственное число | Множественное число | Множественное число | Множественное число | Вежливая форма |
| ------------------------ | ------------------ | ------------------ | ------------------ | ------------------ | ------------------ | ------------------- | ------------------- | ------------------- | -------------- |
| Nominativ / Именительный | ich                | du                 | er                 | sie                | es                 | wir                 | ihr                 | sie                 | Sie            |
| Genitiv / Родительный    | meiner             | deiner             | seiner             | ihrer              | seiner             | unser               | eurer               | ihrer               | Ihrer          |
| Dativ / Дательный        | mir                | dir                | ihm                | ihr                | ihm                | uns                 | euch                | ihnen               | Ihnen          |
| Akkusativ / Винительный  | mich               | dich               | ihn                | sie                | es                 | uns                 | euch                | sie                 | Sie            |

Многие предлоги, требующие Genitiv, с личными местоимениями также используют Dativ. Так, например, вместо правильного wegen seiner в разговорном языке обычно употребляется форма wegen ihm, а в литературном языке чаще можно увидеть форму seinetwegen. Также и многие глаголы, требующие Genitiv в своём управлении, с личными местоимениями вместо этого, нередко употребляются с Dativ. Например, в разговорном языке, скорее, можно услышать «Wir gedenken ihm» вместо литературно правильной формы «Wir gedenken seiner».

## Имя прилагательное
Склонение имён прилагательных может происходить по одному из трёх типов (слабому, сильному или смешанному), в зависимости от наличия перед ними артикля и его вида.
Слабое склонение характеризуется окончаниями -e, -en. По слабому типу склоняются прилагательные, стоящие после определённого артикля (der/das/die), местоимений dieser, jener, jeder, derselbe, derjenige, welcher, alle, beide, sämtliche, и во множественном числе после притяжательных местоимений и отрицания kein.
Сильный тип склонения характеризуется полной системой окончаний (почти такой же, как у определённого артикля). По этому типу склоняются прилагательные без сопроводительного слова и стоящие во множественном числе после количественных числительных и неопределённых местоимений viele, wenige, einige, mehrere.
Смешанный тип имеет свойства вышеназванных типов, причём в Nominativ и Akkusativ склонение происходит по сильному типу, а в Genetiv и Dativ — по слабому. Имеет место, когда перед прилагательным в единственном числе стоит неопределённый артикль (ein/eine), отрицание kein/keine. Так же прилагательное склоняется после притяжательных местоимений.
| Падеж                    | Мужской род ед. ч. | Средний/женский ед. ч. | Множественное число |
| ------------------------ | ------------------ | ---------------------- | ------------------- |
| Nominativ / Именительный | der kleine         | das/die kleine         | die kleinen         |
| Genetiv / Родительный    | des kleinen        | des/der kleinen        | der kleinen         |
| Dativ / Дательный        | dem kleinen        | dem/der kleinen        | den kleinen         |
| Akkusativ / Винительный  | den kleinen        | das/die kleine         | die kleinen         |

| Падеж                    | Мужской род ед. ч. | Средний род ед. ч. | Женский род ед. ч. | Множественное число |
| ------------------------ | ------------------ | ------------------ | ------------------ | ------------------- |
| Nominativ / Именительный | großer             | großes             | große              | große               |
| Genetiv / Родительный    | großen             | großen             | großer             | großer              |
| Dativ / Дательный        | großem             | großem             | großer             | großen              |
| Akkusativ / Винительный  | großen             | großes             | große              | große               |

| Падеж                    | Мужской род ед. ч. | Средний род ед. ч. | Женский род ед. ч. |
| ------------------------ | ------------------ | ------------------ | ------------------ |
| Nominativ / Именительный | ein neuer          | ein neues          | eine gute          |
| Genetiv / Родительный    | eines neuen        | eines neuen        | einer guten        |
| Dativ / Дательный        | einem neuen        | einem neuen        | einer guten        |
| Akkusativ / Винительный  | einen neuen        | ein neues          | eine gute          |